# Amphinemura laguncula
Amphinemura laguncula är en bäcksländeart som beskrevs av Harper 1975. Amphinemura laguncula ingår i släktet Amphinemura och familjen kryssbäcksländor. Inga underarter finns listade i Catalogue of Life.